# Lichères
Cet article concerne la commune de la Charente. Pour la commune de l'Yonne, voir Lichères-près-Aigremont.
Lichères est une commune du Sud-Ouest de la France, située dans le département de la Charente (région Nouvelle-Aquitaine).
Ses habitants sont les Lichérois et les Lichéroises.

## Géographie

### Localisation et accès
Lichères est une commune du Nord Charente située à 5 km au nord-est de Mansle et 29 km au nord d'Angoulême, dans la vallée de la Charente.
Lichères est aussi à 14 km au sud de Ruffec.
À l'écart des grandes routes, la commune est traversée par la D 56 allant vers Mansle et la D 185 allant vers la N 10 entre Angoulême et Poitiers qui passe à l'ouest de la commune. Toutefois, l'échangeur avec la N 10 se trouve à Fontclaireau, ou aux Maisons Rouges sur la D 27 (commune de Chenon). Le bourg est situé sur une route communale se connectant à la D 185, qui traverse la Charente et passe devant la mairie.
La gare la plus proche est celle de Luxé, à 9 km, desservie par des TER à destination d'Angoulême, Poitiers et Bordeaux.

### Hameaux et lieux-dits
Le bourg et l'église sont situés sur la rive gauche de la Charente, alors que la mairie est sur la rive droite, à la Salle.
L'autre hameau de la commune est Puychenin, dominant la Charente sur sa rive droite et le bourg.

### Communes limitrophes
| Fontenille           |          | Moutonneau                             |
|                      | Lichères | Aunac-sur-Charente (en un quadripoint) |
| Mansle-les-Fontaines |          | Mouton                                 |

### Géologie et relief
Géologiquement, la commune est dans le calcaire du Jurassique du Bassin aquitain, comme tout le Nord-Charente. Plus particulièrement, le Callovien occupe la moitié nord-est de la surface communale, l'autre moitié étant occupée par l'Oxfordien. La vallée de la Charente, à l'est, est couverte par des alluvions dont les plus anciennes ont formé une basse terrasse au bourg,,.
Le relief de la commune est celui d'un bas plateau traversé dans sa partie orientale par la vallée de la Charente. Le bourg de Lichères est compris dans un méandre du fleuve. La rive concave située à l'ouest est plus abrupte que la rive gauche où est situé le bourg.
Le point culminant est à une altitude de 117 m, situé à l'extrémité nord-ouest de la commune. Le point le plus bas est à 60 m, situé le long de la Charente à la limite sud. Le bourg, au bord du fleuve, est à 65 m d'altitude.

### Hydrographie

#### Réseau hydrographique
La commune est située dans le bassin versant de la Charente au sein  du Bassin Adour-Garonne. Elle est drainée par la Charente, la Charente, qui constituent un réseau hydrographique de 6 km de longueur totale,.
Lichères est traversée par la Charente entre Ruffec et Mansle, et le bourg est situé sur sa rive gauche. Le fleuve se partage en des bras délimitant des îles, comme la prairie de Maindra, au sud de laquelle se trouve le confluent du Son-Sonnette, sur la commune de Mouton. Il y a aussi l'île de la Motte et l'île Doche au nord du bourg.
Au pied de Puychenin, une source donne naissance à un court ruisseau appelé Fontaniou se jetant dans la Charente (comme sur la commune d'Aunac).
Près de l'île de Maindra au pied de la route de Mouton, on trouve une source, la fontaine Saint-Denis.

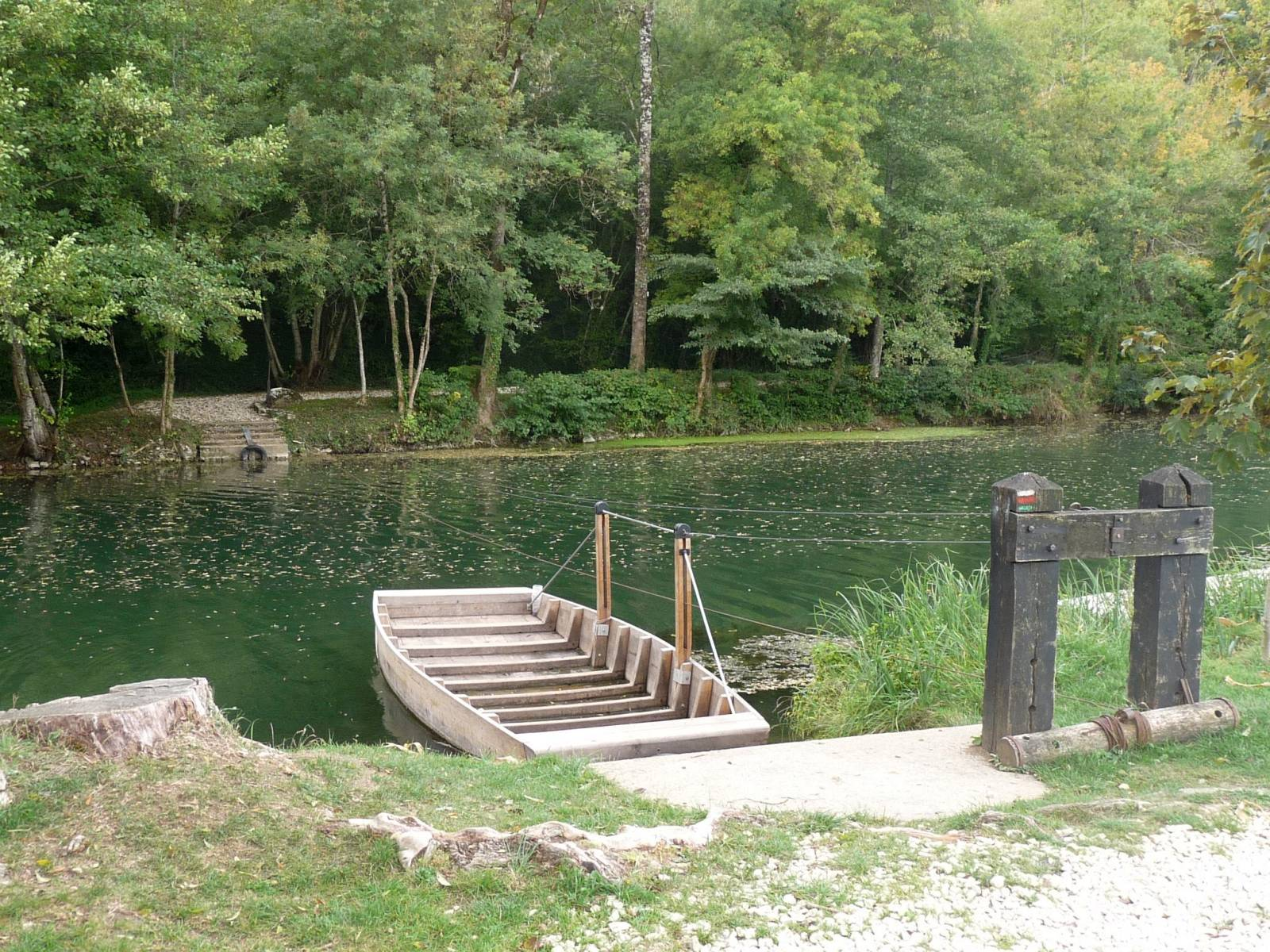
Le GR 36 traverse la Charente par un bac.
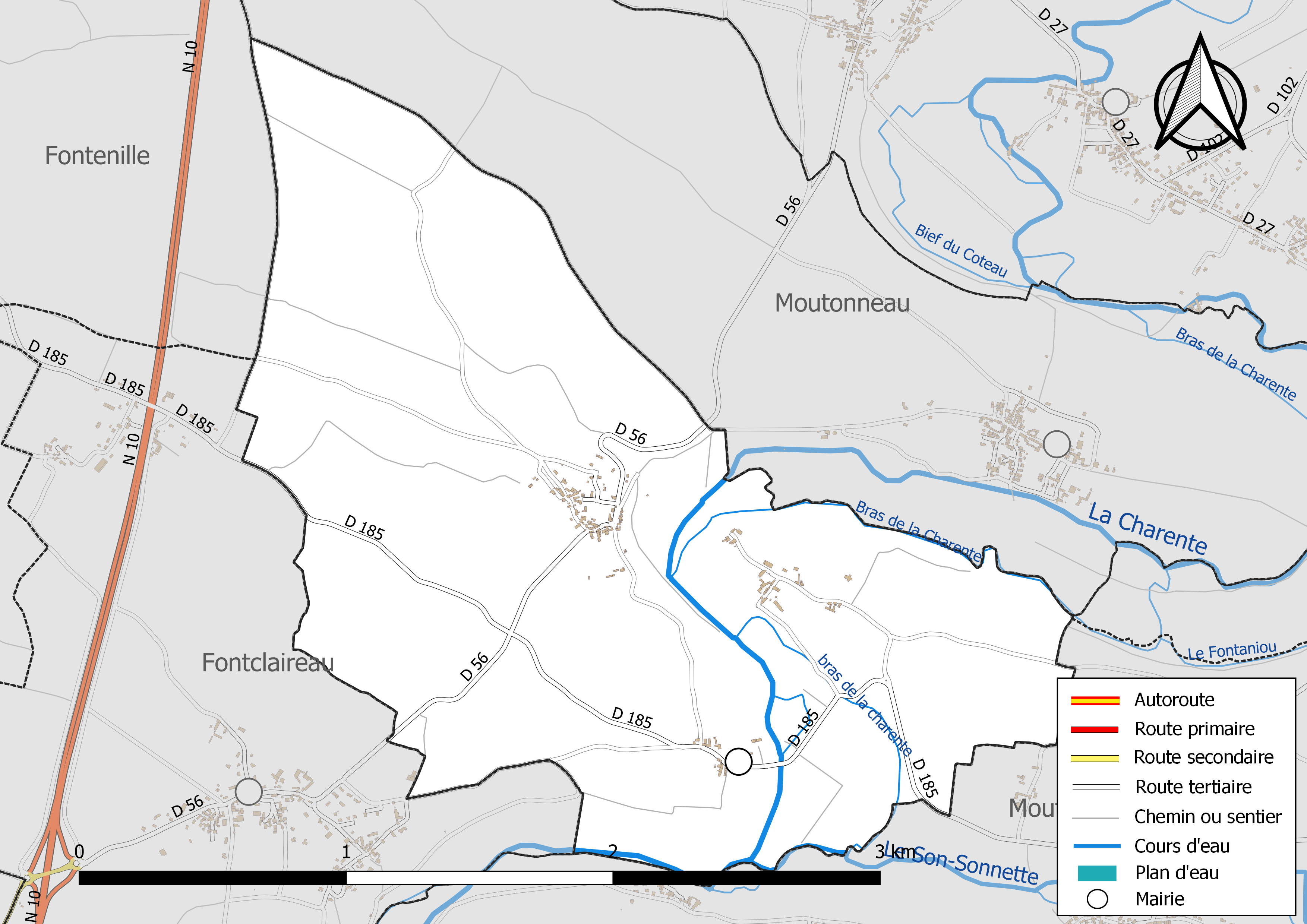
Réseaux hydrographique et routier de Lichères

#### Gestion des eaux
Le territoire communal est couvert par le schéma d'aménagement et de gestion des eaux (SAGE) « Charente ». Ce document de planification, dont le territoire correspond au bassin de la Charente, d'une superficie de 9 300 km2, a été approuvé le 19 novembre 2019. La structure porteuse de l'élaboration et de la mise en œuvre est l'établissement public territorial de bassin Charente. Il définit sur son territoire les objectifs généraux d’utilisation, de mise en valeur et de protection quantitative et qualitative des ressources en eau superficielle et souterraine, en respect des objectifs de qualité définis dans le troisième SDAGE  du Bassin Adour-Garonne qui couvre la période 2022-2027, approuvé le 10 mars 2022.

### Climat
Comme dans les trois quarts sud et ouest du département, le climat est océanique aquitain.

## Urbanisme

### Typologie
Au 1er janvier 2024, Lichères est catégorisée commune rurale à habitat dispersé, selon la nouvelle grille communale de densité à 7 niveaux définie par l'Insee en 2022.
Elle est située hors unité urbaine et hors attraction des villes,.

### Occupation des sols
L'occupation des sols de la commune, telle qu'elle ressort de la base de données européenne d’occupation biophysique des sols Corine Land Cover (CLC), est marquée par l'importance des territoires agricoles (81 % en 2018), une proportion identique à celle de 1990 (81 %). La répartition détaillée en 2018 est la suivante : 
terres arables (55 %), prairies (19,9 %), forêts (19 %), zones agricoles hétérogènes (6,1 %). L'évolution de l’occupation des sols de la commune et de ses infrastructures peut être observée sur les différentes représentations cartographiques du territoire : la carte de Cassini (XVIIIe siècle), la carte d'état-major (1820-1866) et les cartes ou photos aériennes de l'IGN pour la période actuelle (1950 à aujourd'hui).

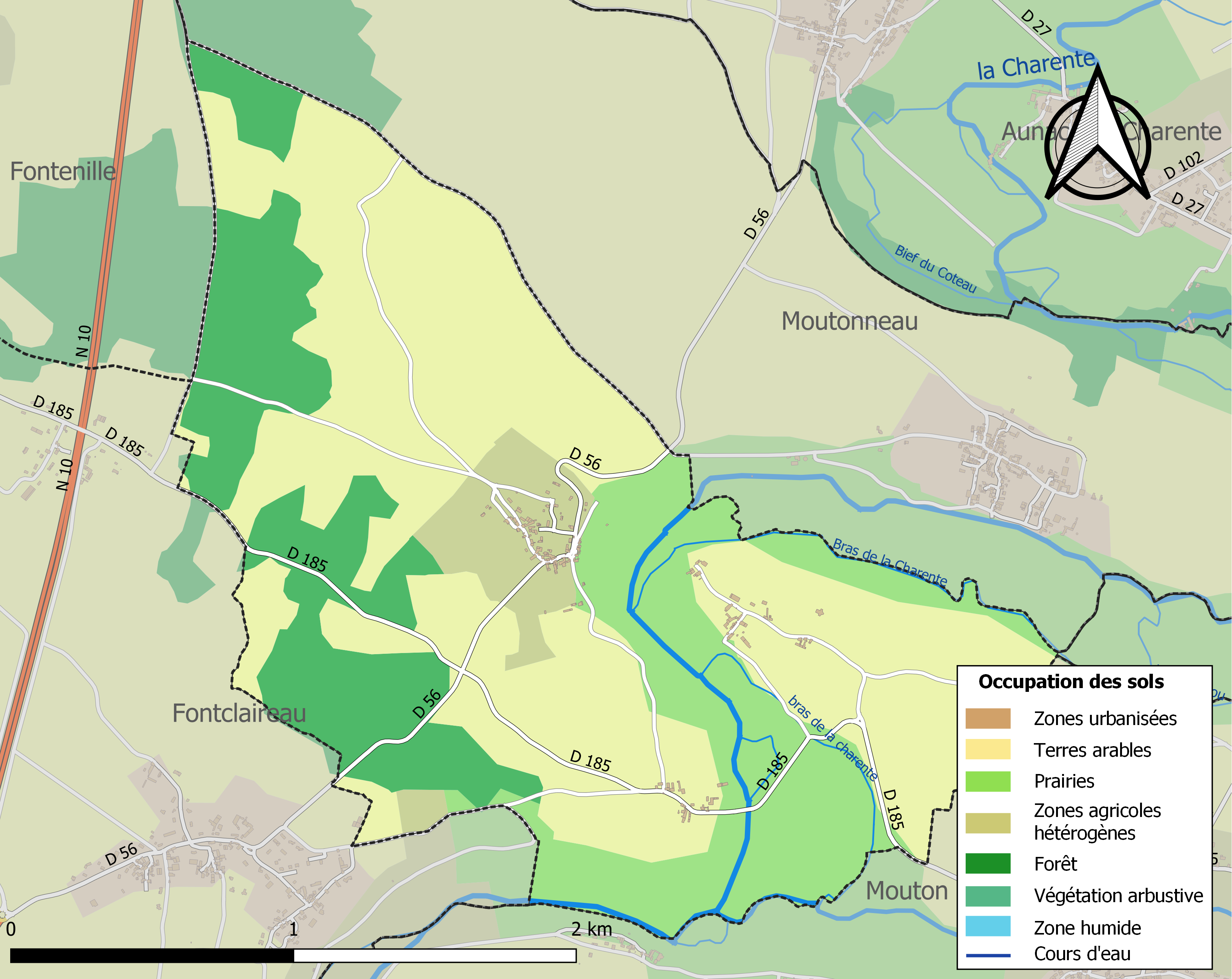
Carte des infrastructures et de l'occupation des sols de la commune en 2018 (CLC).

### Risques majeurs
Le territoire de la commune de Lichères est vulnérable à différents aléas naturels : météorologiques (tempête, orage, neige, grand froid, canicule ou sécheresse), inondations et séisme (sismicité modérée). Il est également exposé à deux risques technologiques,  le transport de matières dangereuses et la rupture d'un barrage. Un site publié par le BRGM permet d'évaluer simplement et rapidement les risques d'un bien localisé soit par son adresse soit par le numéro de sa parcelle.

#### Risques naturels
Certaines parties du territoire communal sont susceptibles d’être affectées par le risque d’inondation par débordement de cours d'eau, notamment la Charente et le Son-Sonnette. La commune a été reconnue en état de catastrophe naturelle au titre des dommages causés par les inondations et coulées de boue survenues en 1982, 1983 et 1999,.

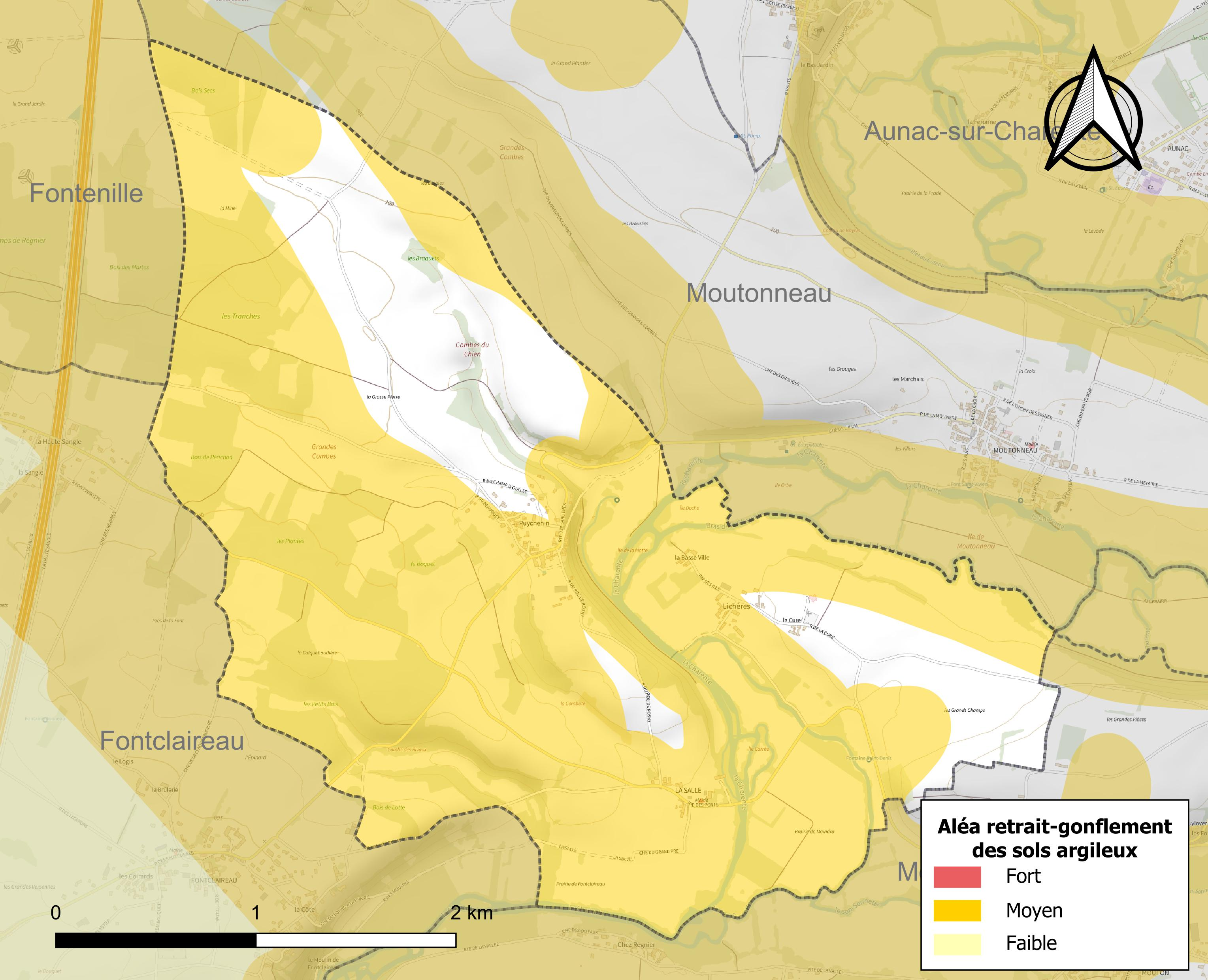
Carte des zones d'aléa retrait-gonflement des sols argileux de Lichères.

Le retrait-gonflement des sols argileux est susceptible d'engendrer des dommages importants aux bâtiments en cas d’alternance de périodes de sécheresse et de pluie. 79,7 % de la superficie communale est en aléa moyen ou fort (67,4 % au niveau départemental et 48,5 % au niveau national). Sur les 68 bâtiments dénombrés sur la commune en 2019,  59 sont en aléa moyen ou fort, soit 87 %, à comparer aux 81 % au niveau départemental et 54 % au niveau national. Une cartographie de l'exposition du territoire national au retrait gonflement des sols argileux est disponible sur le site du BRGM,.
Par ailleurs, afin de mieux appréhender le risque d’affaissement de terrain, l'inventaire national des cavités souterraines permet de localiser celles situées sur la commune.
Concernant les mouvements de terrains, la commune a été reconnue en état de catastrophe naturelle au titre des dommages causés par des mouvements de terrain en 1999.

#### Risques technologiques
Le risque de transport de matières dangereuses sur la commune est lié à sa traversée par une ou des infrastructures routières ou ferroviaires importantes ou la présence d'une canalisation de transport d'hydrocarbures. Un accident se produisant sur de telles infrastructures est susceptible d’avoir des effets graves sur les biens, les personnes ou l'environnement, selon la nature du matériau transporté. Des dispositions d’urbanisme peuvent être préconisées en conséquence.
La commune est en outre située en aval du barrage de Mas Chaban, un ouvrage de classe A. À ce titre elle est susceptible d’être touchée par l’onde de submersion consécutive à la rupture de cet ouvrage.

## Toponymie
Une forme ancienne est de Licheriis en 1328.
Selon Talbert, lescheria, en bas latin, désigne un endroit marécageux où croissent les joncs (lisca); en effet, la Charente se divise en plusieurs bras. Dauzat ajoute que le nom laîche est issu de l'ancien français lesche, lui-même issu du germanique liska. Le suffixe -aria est ajouté, exprimant un lieu (plantation ou élevage), donnant liscariae au pluriel,.
Le nom la Salle issu du bas latin sala signifie la maison de maître d'un domaine agricole (villa).

## Histoire
Au Moyen Âge, l'église appartenait à un prieuré de l'abbaye de Charroux, qui fut cédé au Séminaire d'Angoulême en 1714.
Principalement aux XIIe et XIIIe siècles, Lichères se trouvait sur une variante nord-sud de la via Turonensis, itinéraire du pèlerinage de Saint-Jacques-de-Compostelle qui passait par Nanteuil-en-Vallée, Saint-Angeau, Angoulême, Mouthiers, Blanzac et Aubeterre.
Les plus anciens registres paroissiaux remontent à 1660.
Le hameau de la Salle était un ancien arrière-fief de la baronnie de Verteuil, et qui appartenait, aux XVIIe et XVIIIe siècles à la famille Angely,.

## Administration

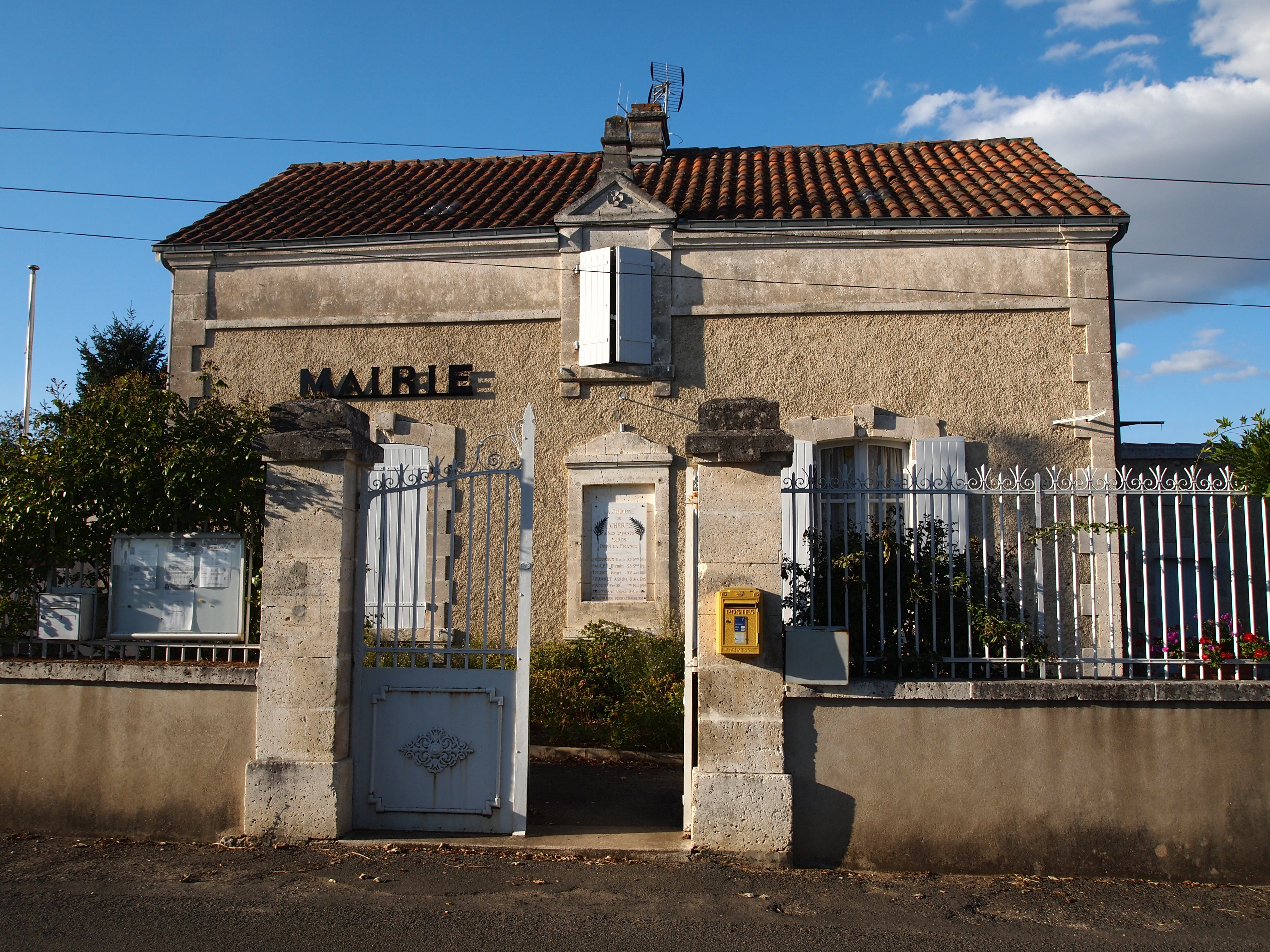
La mairie.

| Période                                  | Période  | Identité           | Étiquette | Qualité     |
| ---------------------------------------- | -------- | ------------------ | --------- | ----------- |
| 2000                                     | 2014     | Claude Mondion     | SE        | Agriculteur |
| 2014                                     | En cours | Jean-Jacques Crine | SE        | Retraité    |
| Les données manquantes sont à compléter. |          |                    |           |             |

## Démographie

### Évolution démographique
L'évolution du nombre d'habitants est connue à travers les recensements de la population effectués dans la commune depuis 1793. Pour les communes de moins de 10 000 habitants, une enquête de recensement portant sur toute la population est réalisée tous les cinq ans, les populations de référence des années intermédiaires étant quant à elles estimées par interpolation ou extrapolation. Pour la commune, le premier recensement exhaustif entrant dans le cadre du nouveau dispositif a été réalisé en 2007.

En 2022, la commune comptait 95 habitants, en évolution de +6,74 % par rapport à 2016 (Charente : −0,48 %, France hors Mayotte : +2,11 %).
| 1793 | 1800 | 1806 | 1821 | 1831 | 1841 | 1846 | 1851 | 1856 |
| ---- | ---- | ---- | ---- | ---- | ---- | ---- | ---- | ---- |
| 219  | 247  | 207  | 234  | 298  | 319  | 308  | 259  | 234  |

| 1861 | 1866 | 1872 | 1876 | 1881 | 1886 | 1891 | 1896 | 1901 |
| ---- | ---- | ---- | ---- | ---- | ---- | ---- | ---- | ---- |
| 215  | 228  | 212  | 208  | 188  | 190  | 167  | 141  | 155  |

| 1906 | 1911 | 1921 | 1926 | 1931 | 1936 | 1946 | 1954 | 1962 |
| ---- | ---- | ---- | ---- | ---- | ---- | ---- | ---- | ---- |
| 170  | 149  | 133  | 140  | 122  | 125  | 106  | 96   | 104  |

| 1968 | 1975 | 1982 | 1990 | 1999 | 2006 | 2007 | 2012 | 2017 |
| ---- | ---- | ---- | ---- | ---- | ---- | ---- | ---- | ---- |
| 84   | 70   | 87   | 86   | 94   | 88   | 87   | 92   | 87   |

| 2022 | - | - | - | - | - | - | - | - |
| ---- | - | - | - | - | - | - | - | - |
| 95   | - | - | - | - | - | - | - | - |

### Pyramide des âges
La population de la commune est relativement âgée.
En 2018, le taux de personnes d'un âge inférieur à 30 ans s'élève à 16 %, soit en dessous de la moyenne départementale (30,2 %). À l'inverse, le taux de personnes d'âge supérieur à 60 ans est de 49,4 % la même année, alors qu'il est de 32,3 % au niveau départemental.
En 2018, la commune comptait 44 hommes pour 43 femmes, soit un taux de 50,57 % d'hommes, largement supérieur au taux départemental (48,41 %).
Les pyramides des âges de la commune et du département s'établissent comme suit.
| Hommes | Classe d’âge | Femmes |
| ------ | ------------ | ------ |
| 0,0    | 90 ou +      | 2,3    |
| 18,2   | 75-89 ans    | 23,3   |
| 27,3   | 60-74 ans    | 27,9   |
| 18,2   | 45-59 ans    | 18,6   |
| 20,5   | 30-44 ans    | 11,6   |
| 4,5    | 15-29 ans    | 2,3    |
| 11,4   | 0-14 ans     | 14,0   |

| Hommes | Classe d’âge | Femmes |
| ------ | ------------ | ------ |
| 1      | 90 ou +      | 2,7    |
| 9,2    | 75-89 ans    | 12     |
| 20,6   | 60-74 ans    | 21,3   |
| 20,7   | 45-59 ans    | 20,3   |
| 16,8   | 30-44 ans    | 16     |
| 15,6   | 15-29 ans    | 13,4   |
| 16,1   | 0-14 ans     | 14,3   |

## Économie

### Agriculture
La viticulture occupe une petite partie de l'activité agricole. La commune est située dans les Bons Bois, dans la zone d'appellation d'origine contrôlée du cognac.

## Lieux et monuments
L'église paroissiale Saint-Denis a été construite vers 1150 par les Bénédictins de l'abbaye Saint-Sauveur de Charroux. Elle est classée monument historique depuis 1903.

Église Saint-Denis
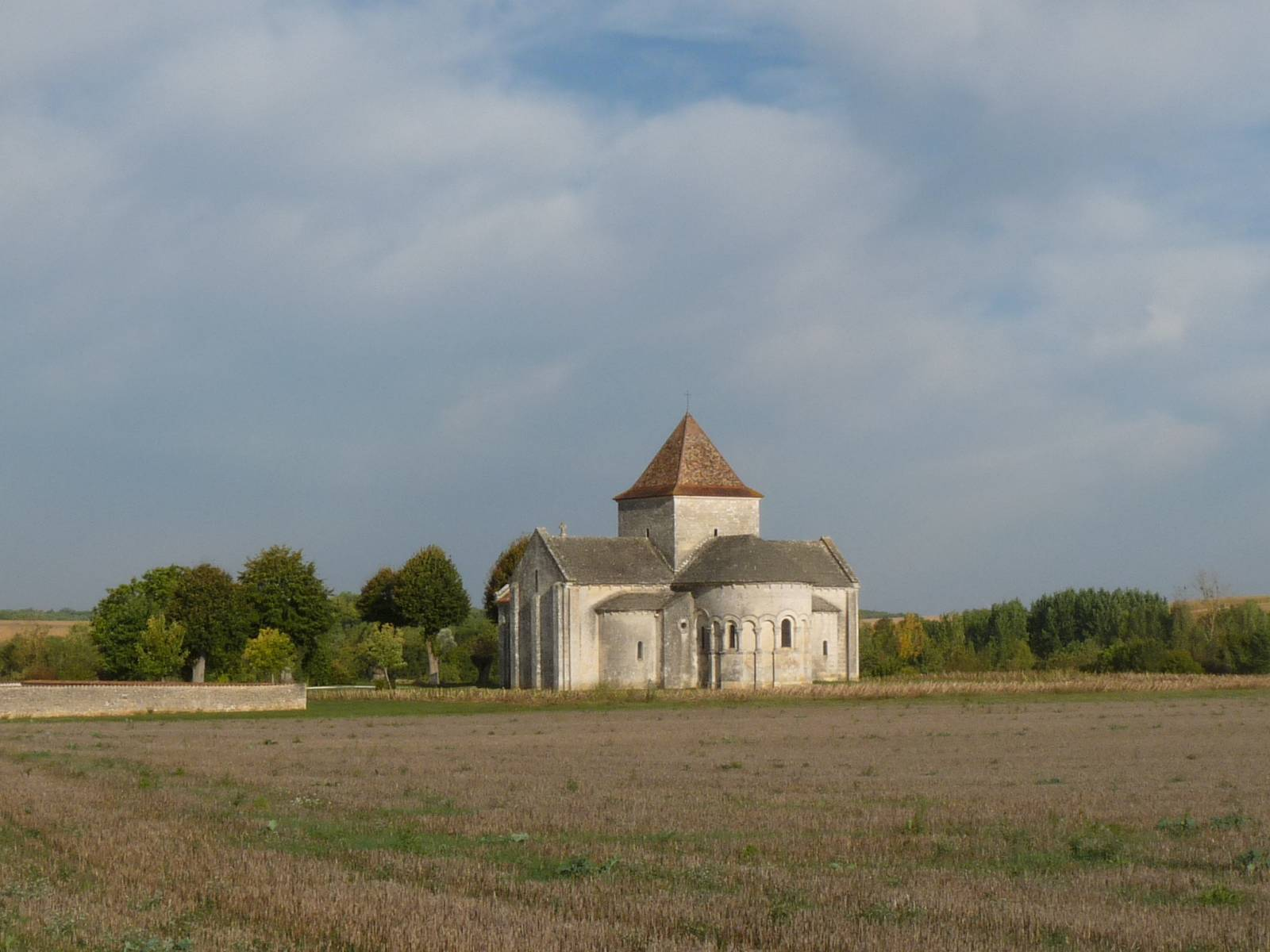
L'église isolée.
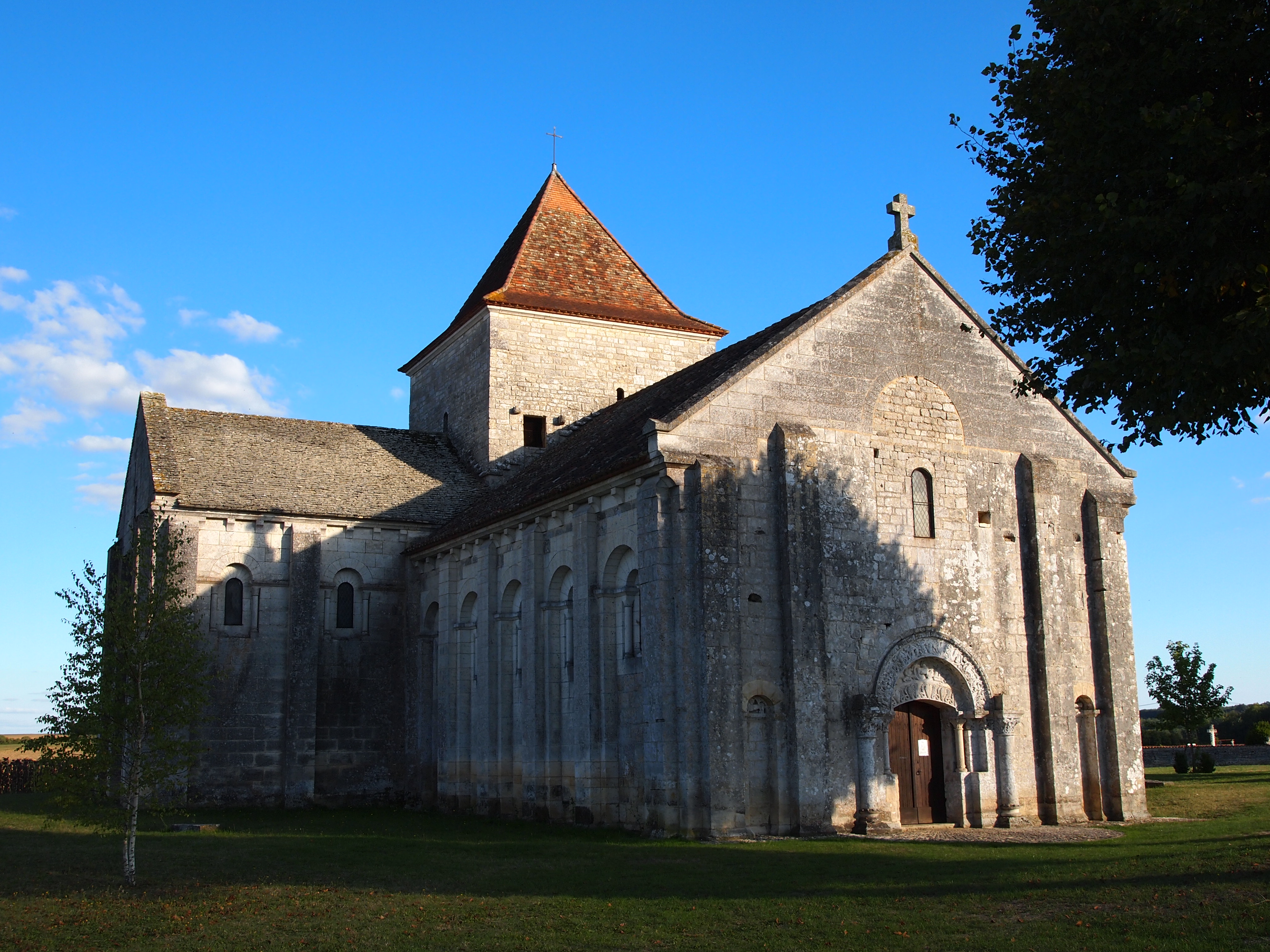
La façade.
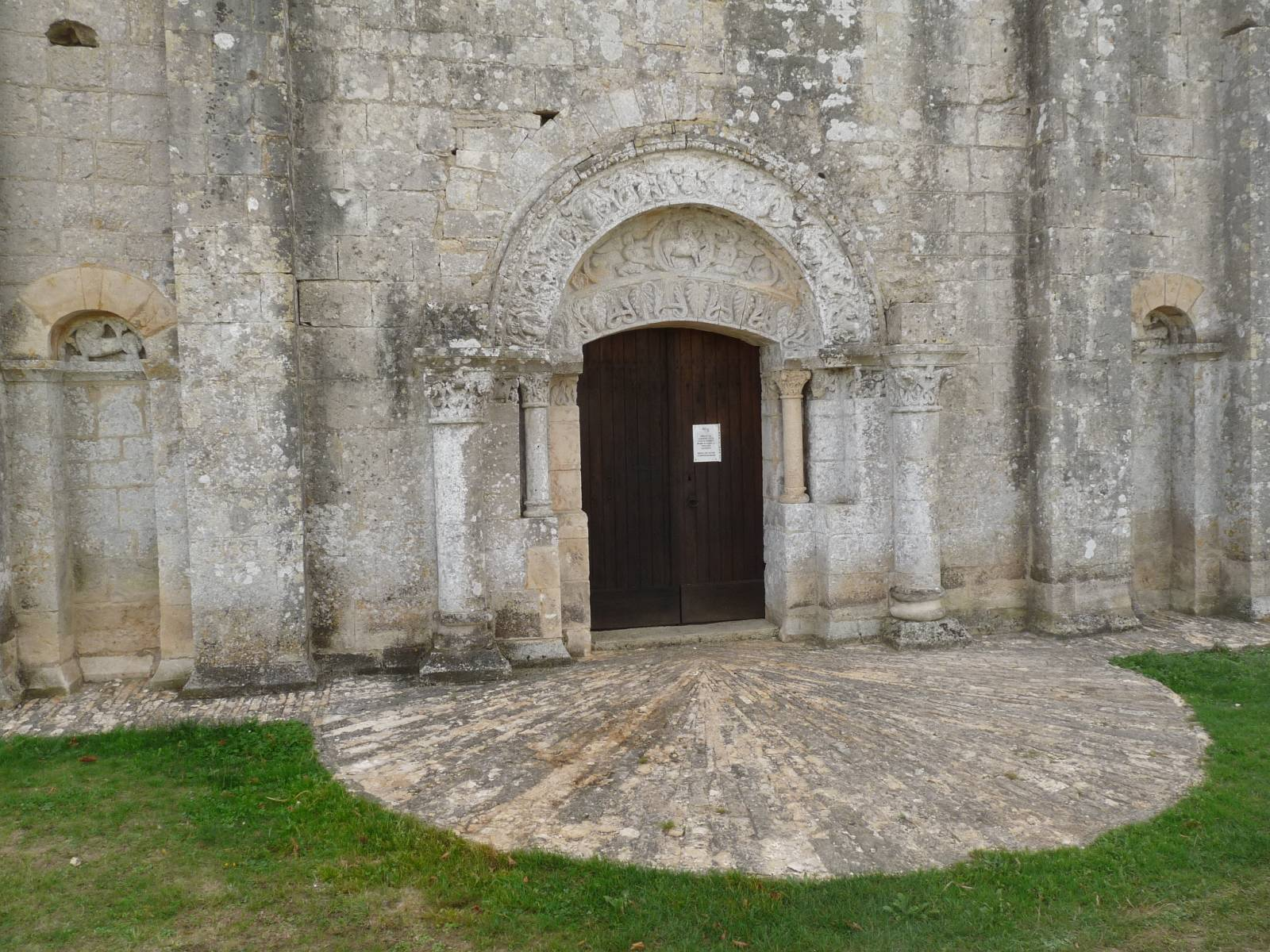
Le parvis.
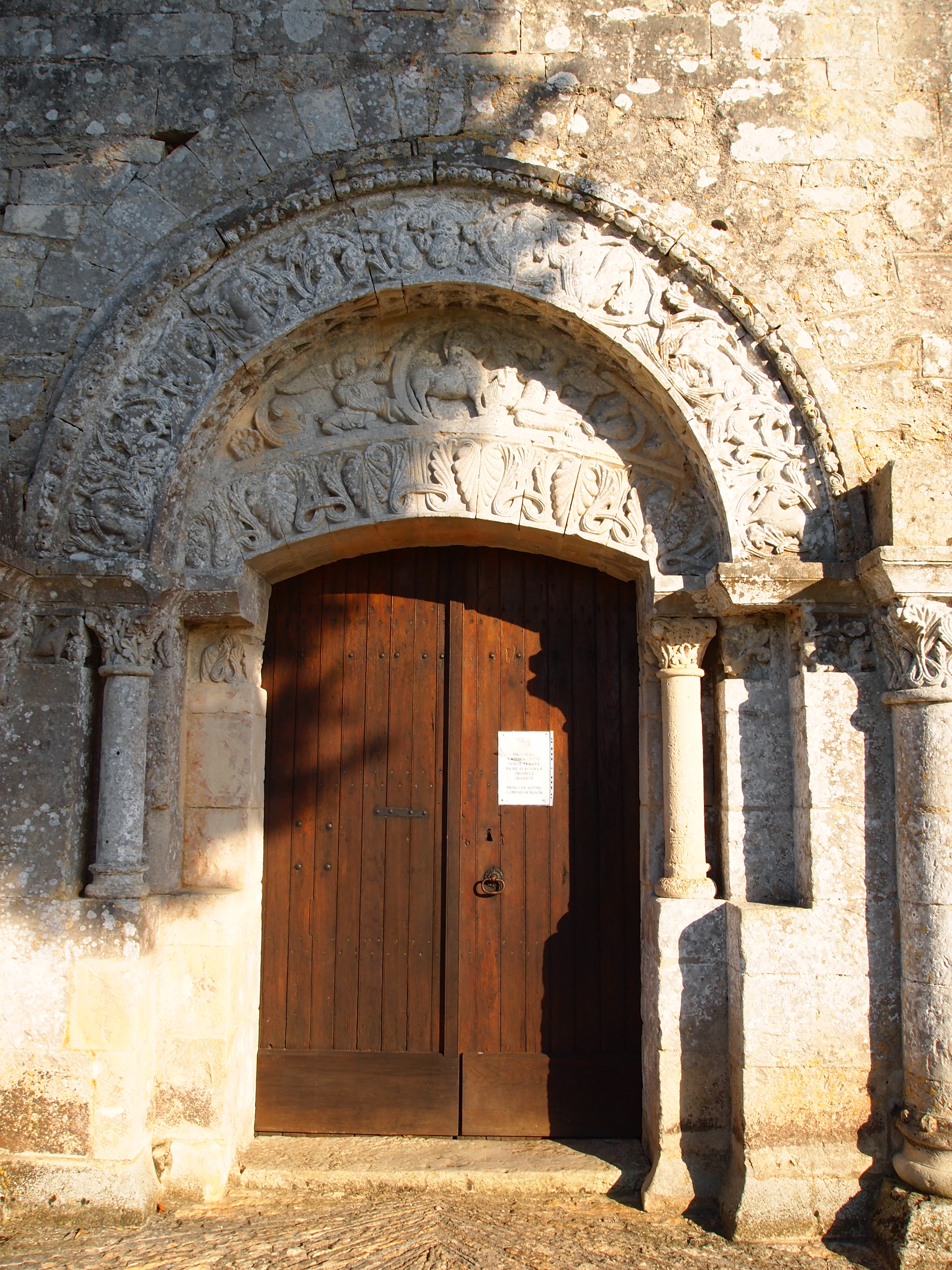
Le portail sculpté.
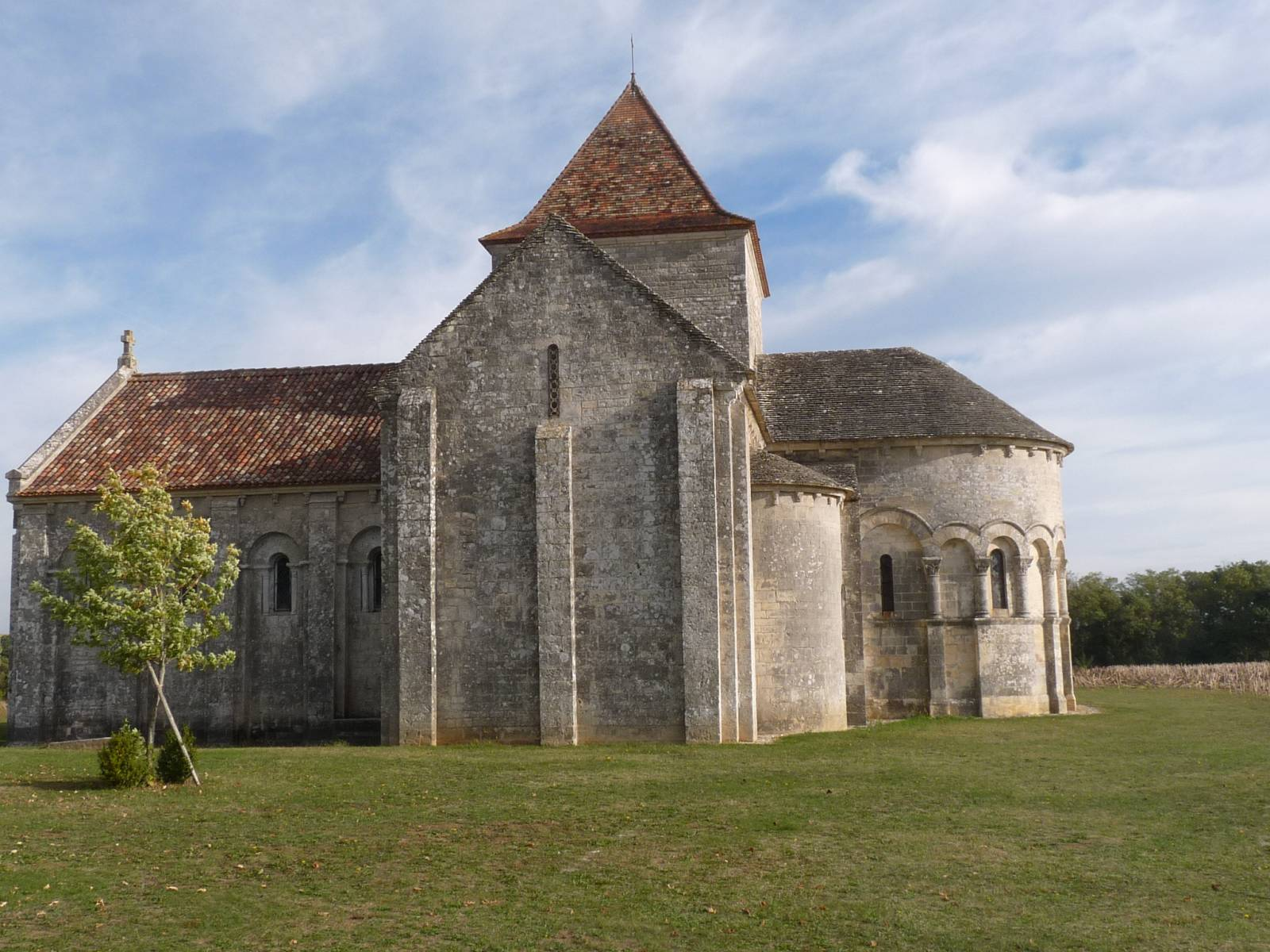
Vue latérale.
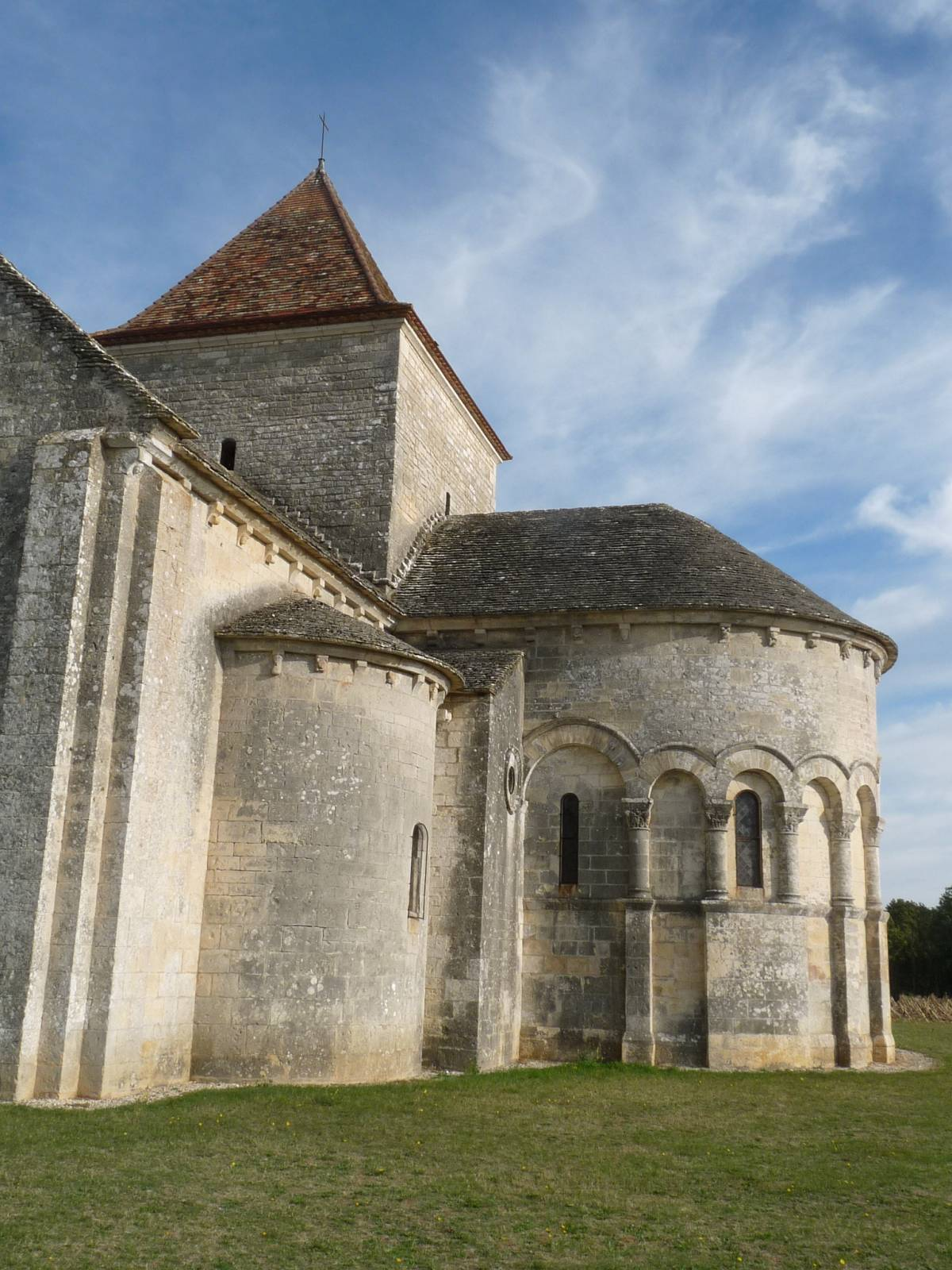
Le chevet.
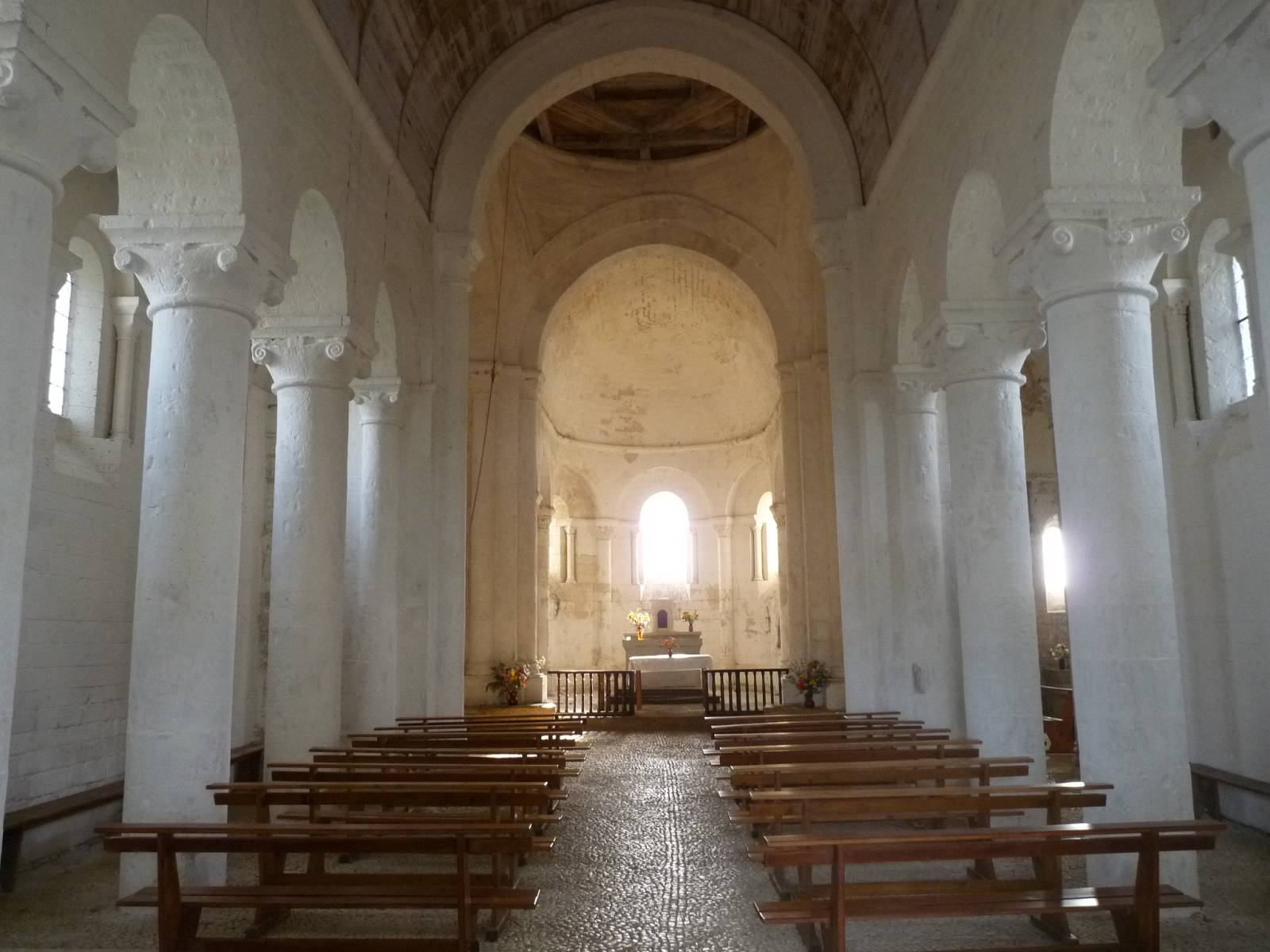
La nef.
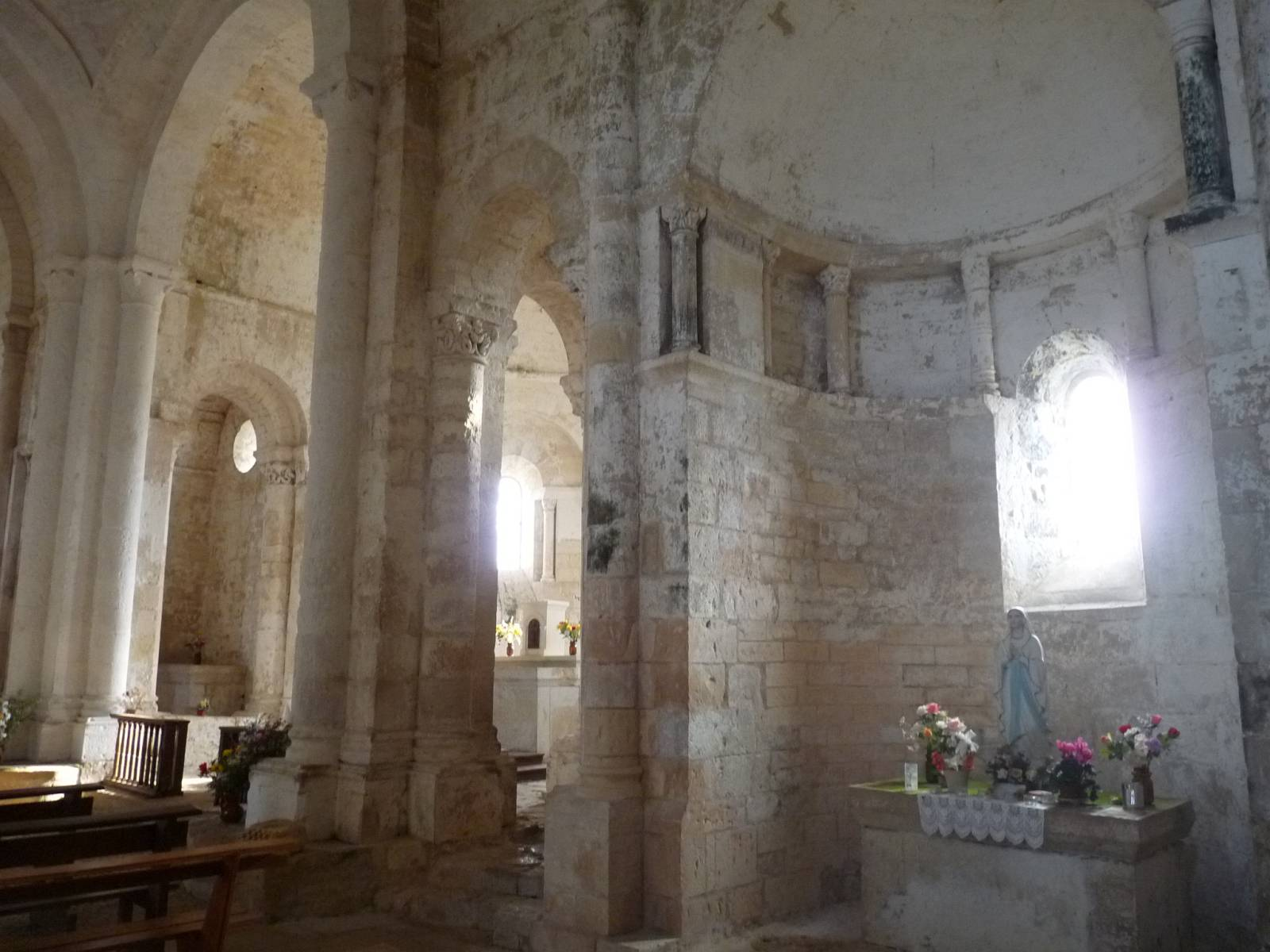
Le chœur.